# Афарски језик
Афарски језик (афар. Qafaraf) је језик који припада групи Афроазијских језика. Говоре га Афари у Етиопији, Џибутију и Еритреји.